# Эджиде, Остин
О́гастин (О́стин) Амамчу́кву Эджи́де (англ. Augustine «Austin» Emamchukwu Ejide; 8 апреля 1984, Онича) — нигерийский футболист, вратарь.

## Карьера
Остин Эджиде начал карьеру в возрасте 15-ти лет в клубе первого нигерийского дивизиона «Габрос». Там он выступал три сезона, после чего перешёл в тунисский клуб «Этуаль дю Сахель». Летом 2006 года Эджиде начали интересоваться французские команды «Мец» и «Пари Сен-Жермен», однако нигерийский голкипер подписал контракт с «Бастией», после длительных переговоров. Сумма трансфера составила 150 тыс. евро. После перехода Эджиде стал основным вратарём команды, несмотря на многочисленных травмы, из-за которых нигериец часто пропускал матчи. В 2008 году «Бастия» выставила Эджиде на трансфер, из-за перехода в стан корсиканцев Маседо, вытеснившего его из состава. Однако выгодных предложений клуб не получил, и нигериец остался в команде ещё на год, проведший на скамье запасных.
В июне 2009 года контракт Эджиде закончился, и он, в статусе свободного агента, перешёл в клуб «Хапоэль» из Петах-Тиквы. Весной 2017 года стал игроком клуба «Хапоэль» (Хадера)

## Международная карьера
Эджиде дебютировал в составе сборной Нигерии 16 июня 2001 года в матче последнего отборочного тура Кубка Африки против Намибии. В 2002 году он поехал со сборной на чемпионат мира, где являлся третьим вратарём команды. В 2006 и 2008 годах Эджиде играл на кубках африканских наций. В турнире 2008 года Эджиде, часто являющийся вторым голкипером команды, провёл турнира в качестве основного вратаря, вытеснив из состава Винсента Эньяеаму. В 2010 году Эджиде поехал на свой второй чемпионат мира.

## Достижения
- Обладатель Кубка кубков КАФ: 2003
- Обладатель Кубка тунисской Лиги: 2005
- Обладатель Кубка Конфедерации КАФ: 2006
- Обладатель Кубка африканских наций: 2013.